# Duy Minh
Duy Minh là một phường thuộc thị xã Duy Tiên, tỉnh Hà Nam, Việt Nam.

## Địa lý
Phường Duy Minh nằm ở phía tây bắc thị xã Duy Tiên, có vị trí địa lý:
- Phía đông giáp phường Bạch Thượng và phường Đồng Văn
- Phía tây giáp phường Duy Hải, thị xã Duy Tiên và huyện Kim Bảng
- Phía nam giáp phường Hoàng Đông
- Phía bắc giáp thành phố Hà Nội.

Phường Duy Minh có diện tích 5,71 km², dân số năm 2018 là 7.861 người, mật độ dân số đạt 1.377 người/km².

## Lịch sử
Sau năm 1954, Duy Minh là một xã thuộc huyện Duy Tiên.
Ngày 10 tháng 1 năm 1984, Hội đồng Bộ trưởng ban hành Quyết định số 02/HĐBT. Theo đó, 272 ha đất của các trạm trại của trung ương, tỉnh, huyện quản lý đóng trên khu vực Đồng Văn cùng 15 ha của phố Đồng Văn thuộc xã Duy Minh được tách ra để thành lập thị trấn Đồng Văn.
Đến năm 2018, xã Duy Minh có diện tích 4,443 km², dân số là 8.117 người, mật độ dân số đạt 1.827 người/km².
Ngày 17 tháng 12 năm 2019, Ủy ban Thường vụ Quốc hội ban hành Nghị quyết số 829/NQ-UBTVQH14 về việc sắp xếp các đơn vị hành chính cấp huyện, cấp xã thuộc tỉnh Hà Nam (nghị quyết có hiệu lực từ ngày 1 tháng 1 năm 2020). Theo đó:
- Điều chỉnh 0,44 km² diện tích tự nhiên của xã Duy Minh vào thị trấn Đồng Văn
- Điều chỉnh 0,633 km² diện tích tự nhiên của thị trấn Đồng Văn, 1,483 km² diện tích tự nhiên của xã Bạch Thượng và 0,032 km² diện tích tự nhiên của xã Duy Hải vào xã Duy Minh
- Điều chỉnh 0,441 km² diện tích tự nhiên và 256 người của xã Duy Minh vào xã Duy Hải
- Thành lập phường Duy Minh thuộc thị xã Duy Tiên trên cơ sở toàn bộ diện tích và dân số của xã Duy Minh.

Sau khi thành lập, phường Duy Minh có diện tích 5,71 km², dân số là 7.861 người.